# 105-мм пушка 10.5 cm m/34
105-мм пушка 10.5 cm m/34 (швед. 10.5 cm kanon m/34) — шведское тяжёлое полевое орудие. Применялось рядом стран в ходе Второй мировой войны.

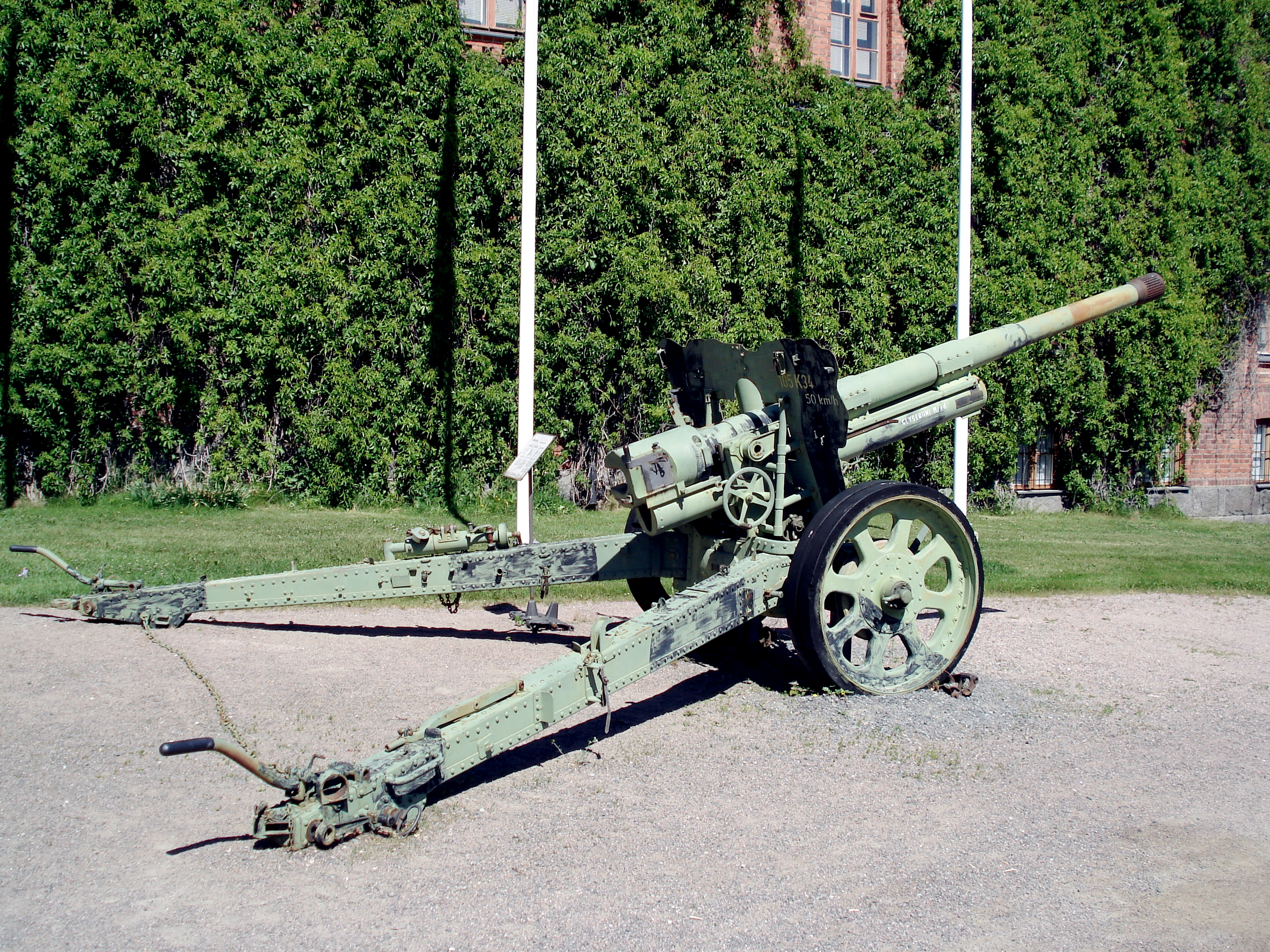
В боевом положении, Хямеэнлинна

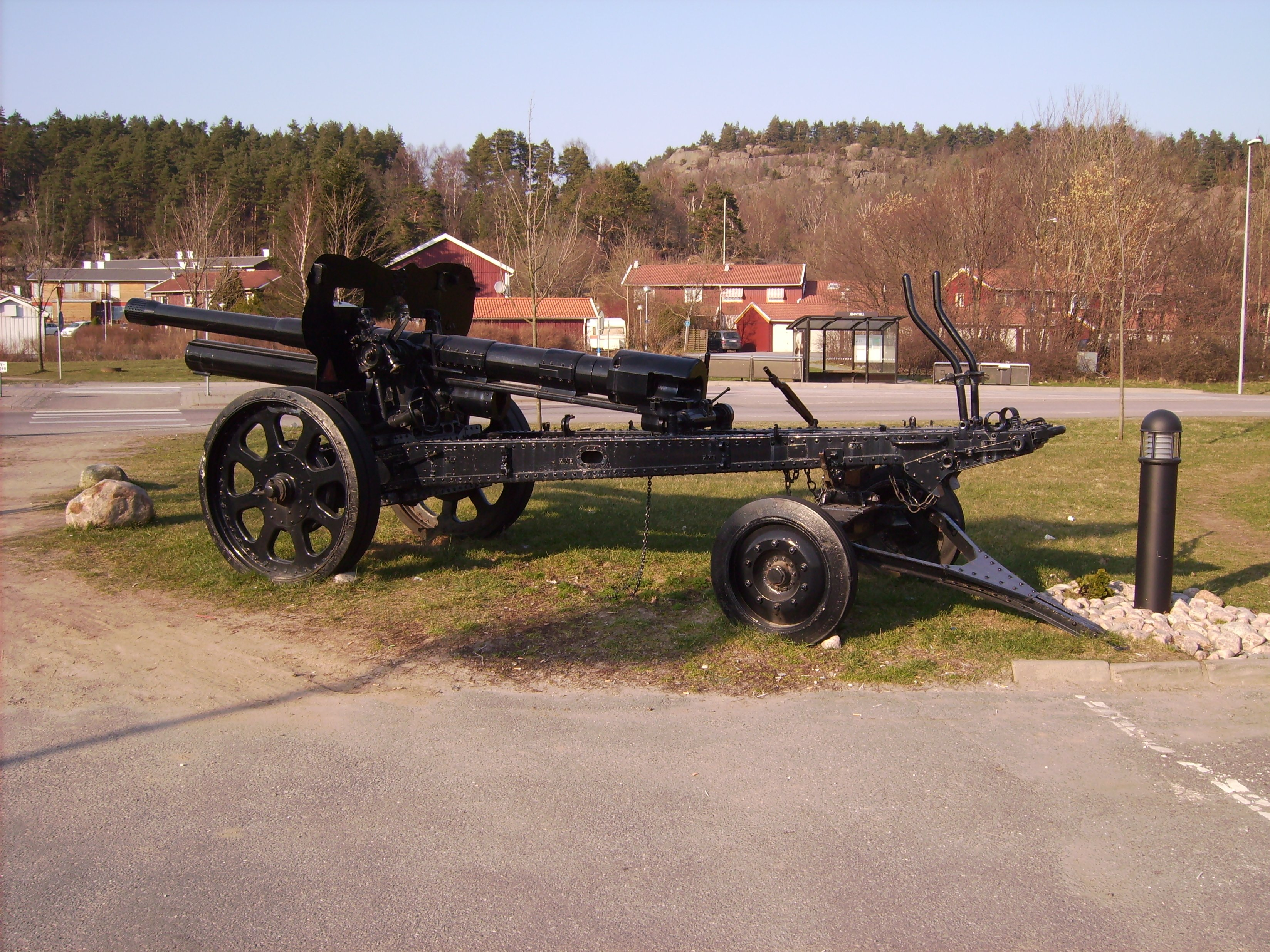
В походном положении

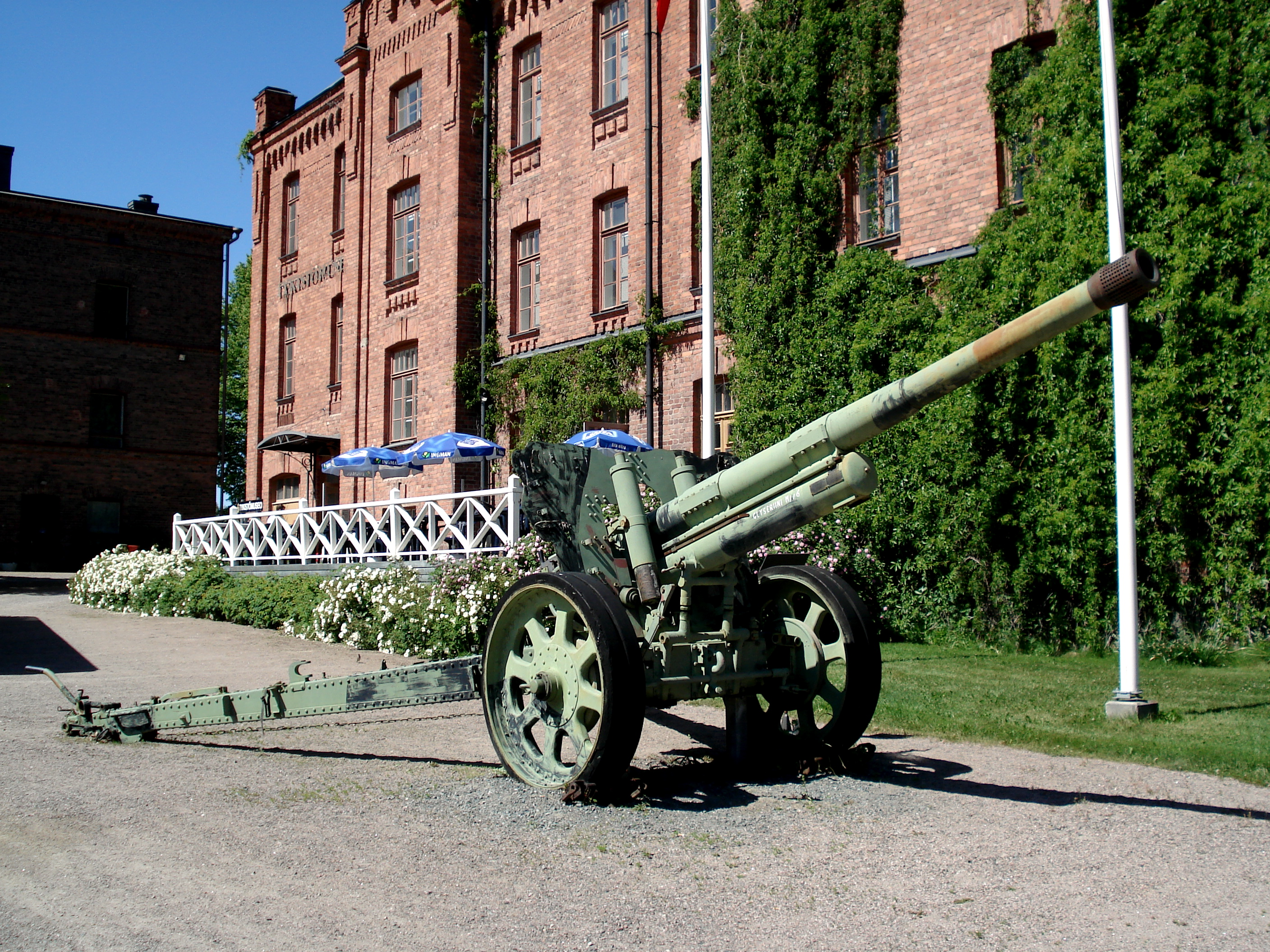
В боевом положении, Хямеэнлинна

## Разработка
Орудие проектировалось и изготавливалось шведским концерном Бофорс и являлось развитием пушки 10.5 cm Cannon Model 1927. Конструкция пушки была современной для своего времени. Лафет пушки был аналогичен лафетам использующимся на различных 150-мм гаубицах Бофорс в 30-х годах. Стальные колеса со спицами и с резиновыми ободами позволяли производить буксировку механизированным транспортом. Под стволом располагалась система отката, а сам ствол был оснащён дульным тормозом. Необычной деталью был щит неправильной формы, который должен был помочь маскировать орудие. Пушка имела горизонтальный клиновой затвор, позволяющий производить выстрелы унитарными зарядами трёх типов. В комплект боеприпасов входили фугасные и дымовые снаряды.
Скорострельность орудия составляла около 5 выстрелов в минуту.
Вооружённые силы Швеции первоначально закупили 60 орудий. 56 из них попали в Шведскую армию, а 4 из них под индексом 10.5 cm kanon m/34/s в шведскую береговую артиллерию. Последняя, в 1942 году докупила ещё 8 аналогичных орудий. В том же году все береговые орудия передали полевой артиллерии, причём данные пушки получили наименование: 10.5 cm Feltkanon m/34M.
Жизнь данной пушки в шведской армии была продолжительной — все из них дослужили до 1980-х годов.
В монографии Кириллова-Губецкого (Кириллов-Губецкий И. М. Современная артиллерия. 3-е испр. изд. — М.: Воениздат, 1937. Таблица 48. Современные корпусные орудия) приводятся такие данные для шведских орудий:
105-мм пушка Бофорс (Швеция, 1927): Длина ствола 40 калибров, вес снаряда 16,0 кг, начальная скорость 750 м/с (начальная кинетическая энергия 4.5МДж), дальность прибл. 17 км, углы горизонтальной наводки ± 30 градусов, углы вертикальной наводки −3/+45°, боевой вес 3550 кг, походный вес не указан.
105-мм пушка Бофорс (Швеция, 1934): Длина ствола 50 калибров, вес снаряда 16,0 кг, начальная скорость 850 м/с (начальная кинетическая энергия 5.8МДж), дальность прибл. 20 км, углы горизонтальной и вертикальной наводки не указаны, предположительно совпадают с предыдущей моделью, боевой вес 4500 кг, походный вес не указан.

## Экспорт
Данное орудие имело относительно успешно экспортировалась, учитывая нейтральный статус Швеции.

### Таиланд
Таиланд закупил 4 орудия, которые были поставлены в 1935 году.

### Финляндия
Во время Зимней войны Финляндия заказала 12 орудий, но только 4 из них успели прибыть до окончания войны. Орудия прибыли в декабре 1939 года и получив в финской армии название 105 K 34, были направлены в 1-ю отдельную моторизированную тяжёлую артиллерийскую батарею (1st Separate Motorised Heavy Cannon Battery) переименованную 7 января 1940 года в 1-й тяжёлый артиллерийский дивизион (1st Section of Heavy Artillery Battalion). Начало использования не было удачным. Орудия за войну совершили 1679 выстрелов, причём все 4 ствола были повреждены. Расследование показало, что причиной стал неправильный вид использованного пороха, однако дальнейший опыт использования показал, что в целом жизнь орудия была не долгой. В среднем, ствол приходилось менять после 2000 выстрелов. За исключением этого, орудие пользовалось хорошей репутацией у финских солдат.
В войне-продолжении, все 12 орудий использовались 3 тяжёлым артиллерийским дивизионом (Heavy Artillery Battalion 3) и позже 8 из них использовались 5 тяжёлым артиллерийским дивизионом (Heavy Artillery Battalion 5). всего за годы войны данные пушки произвели 21 760 выстрелов.

### Швейцария
В годы Второй мировой войны пушка 10.5 cm kanon m/34/s выпускалась по лицензии в Швейцарии. Здесь их выпустили 352 экземпляра под наименованием 10.5 cm Kanone 1935 L42.